# Records de Jamaïque d'athlétisme

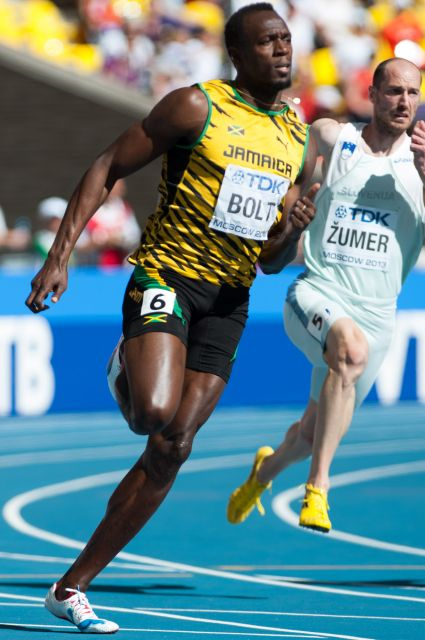
Usain Bolt.

Les records de Jamaïque d'athlétisme sont les meilleures performances réalisées par des athlètes jamaïcains et homologuées par la Fédération jamaïcaine d'athlétisme.

## Plein air

### Hommes
| Épreuve              | Record | Athlète | Date                       | Compétition                          | Lieu            | Réf.   |
| -------------------- | --- | --- | -------------------------- | ------------------------------------ | --------------- | ------ |
| 100 m                | 9 s 58 (+0,9 m/s) (WR) | Usain Bolt | 16 août 2009               | Championnats du monde                | Berlin          | [ 1 ]  |
| 200 m                | 19 s 19 (-0,3 m/s) (WR) | Usain Bolt | 20 août 2009               | Championnats du monde                | Berlin          | [ 2 ]  |
| 300 m                | 30 s 97 | Usain Bolt | 27 mai 2010                | Golden Spike Ostrava                 | Ostrava         | [ 3 ]  |
| 400 m                | 43 s 93 | Rusheen McDonald                                                                                              | 23 août 2015               | Championnats du monde                | Pékin           | [ 4 ]  |
| 800 m                | 1 min 44 s 70 | Navasky Anderson                                                                                              | 31 juillet 2023            | Championnats DC                      | Washington      | [ 5 ]  |
| 1 000 m              | 2 min 17 s 0 # | Byron Dyce | 15 août 1973               |                                      | Copenhague      |        |
| 1 500 m              | 3 min 39 s 19 | Steve Green                                                                                                   | 28 août 1994               | Jeux du Commonwealth                 | Victoria        |        |
| Mile                 | 3 min 57 s 34 # | Byron Dyce | 1er juillet 1974           |                                      | Stockholm       |        |
| 3 000 m              | 7 min 41 s 87 | Kemoy Campbell                                                                                                | 10 juin 2017               | Racers Grand Prix                    | Kingston        |        |
| 5 000 m              | 13 min 20 s 39 | Kemoy Campbell                                                                                                | 2 mai 2015                 | Payton Jordan Invitational           | Palo Alto       | [ 6 ]  |
| 10 000 m             | 28 min 06 s 40 | Kemoy Campbell                                                                                                | 31 mars 2017               | Stanford Invitational                | Palo Alto       | [ 7 ]  |
| 10 km (route)        | 29 min 47 s | Mark Elliott                                                                                                  | 2 novembre 1991            |                                      | Montgomery      |        |
| Semi-marathon        | 1 h 08 min 51 s | Rupert Green                                                                                                  | 26 octobre 2014            |                                      | Saint Augustine | [ 8 ]  |
| Marathon             | 2 h 16 min 39 s | Derrick Adamson                                                                                               | 25 novembre 1984           | Marathon de Philadelphie             | Philadelphie    |        |
| 110 m haies          | 12 s 90 (+0,7 m/s) | Omar McLeod                                                                                                   | 24 juin 2017               | Championnats de Jamaïque             | Kingston        | [ 9 ]  |
| 400 m haies          | 47 s 34 | Roshawn Clarke                                                                                                | 21 août 2023               | Championnats du monde                | Budapest        | [ 10 ] |
| 3 000 m steeple      | 8 min 52 s 82 | Lionel Scott                                                                                                  | 4 mai 1985                 |                                      | Indianapolis    |        |
| Saut en hauteur      | 2,34 m | Germaine Mason                                                                                                | 9 août 2003                | Jeux panaméricains                   | Saint-Domingue  |        |
| Saut à la perche     | 5,35 m | K'Don Samuels                                                                                                 | 7 juillet 2012             | Championnats NACAC (moins de 23 ans) | Irapuato        | [ 11 ] |
| Saut en longueur     | 8,69 m (+0,5 m/s) | Tajay Gayle                                                                                                   | 28 septembre 2019          | Championnats du monde                | Doha            | [ 12 ] |
| Triple saut          | 17,92 m (+1,9 m/s) | James Beckford                                                                                                | 20 mai 1995                |                                      | Odessa          |        |
| Lancer du poids      | 22,31 m | Rajindra Campbell                                                                                             | 7 septembre 2024           | Mémorial Hanžeković                  | Zagreb          | [ 13 ] |
| Lancer du disque     | 70,78 m | Fedrick Dacres                                                                                                | 16 juin 2019               | Meeting international Mohammed-VI    | Rabat           | [ 14 ] |
| Lancer du marteau    | 68,22 m | Caniggia Raynor                                                                                               | 2 avril 2016               | Emporia State University Relays      | Emporia         | [ 15 ] |
| Lancer du javelot    | 77,31 m | Elvis Graham                                                                                                  | 10 juin 2023               |                                      | Kingston        | [ 16 ] |
| Décathlon            | 8 644 pts | Maurice Smith                                                                                                 | 31 août–1er septembre 2007 | Championnats du monde                | Osaka           | [ 17 ] |
| Décathlon            | 10 s 62 (+0,7 m/s) (100 m), 7,50 m (0,0 m/s) (longueur), 17,32 m (poids), 1,97 m (hauteur), 47 s 48 (400 m) / 13 s 91 (-0,2 m/s) (110 m haies), 52,36 m (disque), 4,80 m (perche), 53,61 m (javelot), 4 min 33 s 52 (1 500 m) | |                            |                                      |                 |        |
| 20 km marche (route) | 1 h 40 min 11 s | Byron Williams                                                                                                | 15 avril 1972              |                                      | Brighton        |        |
| 4 × 100 m            | 36 s 84 (WR) | Nesta Carter Michael Frater Yohan Blake Usain Bolt                                                            | 11 août 2012               | Jeux olympiques                      | Londres         | [ 18 ] |
| 4 × 200 m            | 1 min 18 s 63 (WR) | Nickel Ashmeade Warren Weir Jermaine Brown Yohan Blake                                                        | 24 mai 2014                | Relais mondiaux de l'IAAF            | Nassau          |        |
| Relais suédois       | 1 min 46 s 59 | Puma Reggae Team Christopher Williams (100m) Usain Bolt (200m) Davian Clarke (300m) Jermaine Gonzales (400 m) | 25 juillet 2006            | DN Galan                             | Stockholm       | [ 19 ] |
| 4 × 400 m            | 2 min 56 s 75 | Michael McDonald Greg Haughton Danny McFarlane Davian Clarke                                                  | 10 août 1997               | Championnats du monde                | Athènes         |        |

### Femmes
| Épreuve                  | Record | Athlète | Date              | Compétition                                      | Lieu            | Réf.   |
| ------------------------ | --- | --- | ----------------- | ------------------------------------------------ | --------------- | ------ |
| 100 m                    | 10 s 54 (+0,9 m/s) | Elaine Thompson-Herah                                                                                          | 21 août 2021      | Prefontaine Classic                              | Eugene          | [ 20 ] |
| 200 m                    | 21 s 41 (+0,1 m/s) | Shericka Jackson                                                                                               | 25 août 2023      | Championnats du monde                            | Budapest        | [ 21 ] |
| 400 m                    | 48 s 57 | Nickisha Pryce                                                                                                 | 20 juillet 2024   | London Grand Prix                                | Londres         | [ 22 ] |
| 800 m                    | 1 min 55 s 96 | Natoya Goule-Toppin                                                                                            | 17 septembre 2023 | Prefontaine Classic                              | Eugene          | [ 23 ] |
| 1 500 m                  | 3 min 58 s 77 | Adelle Tracey                                                                                                  | 21 août 2023      | Championnats du monde                            | Budapest        | [ 24 ] |
| Mile                     | 4 min 24 s 64 # | Yvonne Mai-Graham                                                                                              | 17 août 1994      | Weltklasse Zürich                                | Zurich          |        |
| 3 000 m                  | 8 min 37 s 07 | Yvonne Mai-Graham                                                                                              | 16 août 1995      | Weltklasse Zürich                                | Zurich          |        |
| 5 000 m                  | 15 min 07 s 50 | Aisha Praught-Leer                                                                                             | 16 mai 2019       | USATF Distance Classic                           | Los Angeles     | [ 25 ] |
| 10 000 m                 | 36 min 53 s 89 | Twishana Williams                                                                                              | 4 mai 2013        | MIAA Conference Ch.                              | Hays            | [ 27 ] |
| 10 km (route)            | 33 min 56 | Korene Hinds                                                                                                   | 15 janvier 2011   | Bermuda International 10 K                       | Hamilton        | [ 28 ] |
| Semi-marathon            | 1 h 28 min 20 | Tamica Thomas                                                                                                  | 2 décembre 2006   |                                                  | Negril          |        |
| Marathon                 | 3 h 08 min 47 | Jill Vincent                                                                                                   | 5 juin 2000       |                                                  | San Diego       |        |
| 100 m haies              | 12 s 24 (- 0,4 m/s) | Ackera Nugent                                                                                                  | 30 août 2024      | Golden Gala                                      | Rome            | [ 29 ] |
| 400 m haies              | 52 s 42 (AR) | Melaine Walker                                                                                                 | 20 août 2009      | Championnats du monde                            | Berlin          | [ 30 ] |
| 3 000 m steeple          | 9 min 14 s 07 | Aisha Praught-Leer                                                                                             | 31 août 2018      | Mémorial Van Damme                               | Bruxelles       | [ 31 ] |
| Saut en hauteur          | 1,97 m | Lamara Distin                                                                                                  | 30 avril 2022     | Alumni Muster                                    | College Station | [ 32 ] |
| Saut à la perche         | 3,40 m | Maria Newton                                                                                                   | 10 mai 1998       |                                                  | Ashford         | [ 33 ] |
| Saut à la perche         | 3,40 m | Maria Newton                                                                                                   | 6 juin 1999       |                                                  | Wigan           | [ 34 ] |
| Saut en longueur         | 7,16 m A (-0,1 m/s) | Elva Goulbourne                                                                                                | 22 mai 2004       |                                                  | Mexico          |        |
| Triple saut              | 15,16 m (+0,7 m/s) | Trecia Smith                                                                                                   | 2 août 2004       | Gugl Meeting                                     | Linz            |        |
| Lancer du poids          | 19,77 m | Danniel Thomas-Dodd                                                                                            | 27 mai 2023       |                                                  | Los Angeles     | [ 35 ] |
| Lancer du disque         | 67,05 m | Shadae Lawrence                                                                                                | 22 mai 2021       | USATF Throws Fest                                | Tucson          | [ 36 ] |
| Lancer du marteau        | 71,83 m | Nayoka Clunis                                                                                                  | 4 mai 2024        | USATF Throws Fest                                | Tucson          | [ 37 ] |
| Lancer du javelot        | 61,10 m | Olivia McKoy                                                                                                   | 10 juillet 2005   | Championnats d'Amérique centrale et des Caraïbes | Nassau          |        |
| Heptathlon               | 6527 pts | Diane Guthrie-Gresham                                                                                          | 2-3 juin 1995     | Championnats NCAA                                | Knoxville       | ,      |
| Heptathlon               | 13 s 86 (+2,5 m/s) (100 m haies), 1,86 m (hauteur), 13,80 m (poids), 24 s 91 (-1,3 m/s) (200 m) / 6,92 m (+2,5 m/s) (longueur), 49,04 m (javelot), 2 min 20 s 82 (800 m) | |                   |                                                  |                 |        |
| 20 km marche             | | |                   |                                                  |                 |        |
| 4 × 100 m                | 41 s 02 | Jamaïque Briana Williams Elaine Thompson-Herah Shelly-Ann Fraser-Pryce Shericka Jackson                        | 6 août 2021       | Jeux olympiques                                  | Tokyo           | [ 40 ] |
| 4 × 200 m                | 1 min 29 s 04 | Jamaïque Jura Levy Shericka Jackson Sashalee Forbes Elaine Thompson                                            | 22 avril 2017     | Relais mondiaux de l'IAAF                        | Nassau          | [ 41 ] |
| 4 × 400 m                | 3 min 18 s 71 | Jamaïque Rosemarie Whyte Davita Prendergast Novlene Williams-Mills Shericka Williams                           | 3 septembre 2011  | Championnats du monde                            | Daegu           | [ 42 ] |
| Sprint medley relay (en) | 3 min 34 s 56 | Sheri-Ann Brooks (200 m) Rosemarie Whyte (200 m) Moya Thompson 51.7 (400 m) Kenia Sinclair 1 min 57.43 (800 m) | avril 2009        | Penn Relays                                      | Philadelphie    |        |
| 4 × 800 m                | 8 min 16 s 04 | Jamaïque Kimarra McDonald Simoya Campbell Natoya Goule Samantha James                                          | 3 mai 2015        | Relais mondiaux de l'IAAF                        | Nassau          | [ 43 ] |

## Salle

### Hommes
| Épreuve          | Record | Athlète                                                               | Date               | Compétition                    | Lieu            | Réf.   |
| ---------------- | --- | --------------------------------------------------------------------- | ------------------ | ------------------------------ | --------------- | ------ |
| 50 m             | 5 s 61+ | Michael Green                                                         | 16 février 1997    | Meeting du Pas-de-Calais       | Liévin          |        |
| 60 m             | 6 s 44 | Asafa Powell                                                          | 18 mars 2016       | Championnats du monde en salle | Portland        | [ 44 ] |
| 60 m             | 6 s 44 | Asafa Powell                                                          | 18 mars 2016       | Championnats du monde en salle | Portland        | [ 45 ] |
| 200 m            | 20 s 48 | Omar McLeod                                                           | 17 février 2017    | Arkansas Qualifier             | Fayetteville    | [ 46 ] |
| 300 m            | 32 s 91 | Jermaine Brown                                                        | 31 janvier 2015    | Armory Track Invitational      | New York        | [ 47 ] |
| 400 m            | 44 s 86 | Akeem Bloomfield                                                      | 10 mars 2018       | Championnats NCAA              | College Station | [ 48 ] |
| 800 m            | 1 min 46 s 70 | Alex Morgan                                                           | 9 mars 1996        |                                | Indianapolis    |        |
| 1 000 m          | 2 min 19 s 96 | Mario Vernon-Watson                                                   | 12 février 2000    |                                | Allston         |        |
| 1 500 m          | 3 min 40 s 7 | Byron Dyce                                                            | 8 février 1974     | Millrose Games                 | New York        |        |
| 3 000 m          | 7 min 40 s 79 | Kemoy Campbell                                                        | 20 février 2016    | Millrose Games                 | New York        | [ 49 ] |
| 5 000 m          | 13 min 14 s 45 | Kemoy Campbell                                                        | 26 février 2017    |                                | Boston          | [ 50 ] |
| 50 m haies       | 6 s 58 | Richard Phillips                                                      | 28 janvier 2011    | U.S. Open Track and Field      | New York        | [ 51 ] |
| 60 m haies       | 7 s 41 | Omar McLeod                                                           | 20 mars 2016       | Championnats du monde en salle | Portland        | [ 52 ] |
| Saut en hauteur  | 2,30 m | Germaine Mason                                                        | 8 février 2003     | Meeting d'Arnstadt             | Arnstadt        |        |
| Saut à la perche | 5,25 m A | K'Don Samuels                                                         | 28 janvier 2011    | Pole Vault Summit              | Reno            |        |
| Saut en longueur | 8,40 m | James Beckford                                                        | 9 février 1996     |                                | Madrid          |        |
| Triple saut      | 17,19 m | Clive Pullen                                                          | 11 février 2017    | Tyson Invitational             | Fayetteville    | [ 53 ] |
| Lancer du poids  | 20,68 m | O'Dayne Richards                                                      | 1er février 2019   |                                | Nehvizdy        |        |
| Heptathlon       | 6 035 pts | Maurice Smith                                                         | 25–26 février 2005 | Championnats de la SEC         | Fayetteville    |        |
| Heptathlon       | 6 s 94 (60 m), 7,11 m (longueur), 16,03 m (poids), 1,98 m (hauteur) / 7 s 88 (60 m haies), 4,50 m (perche), 2 min 39 s 32 (1 000 m) |                                                                       |                    |                                |                 |        |
| 5000 m marche    | |                                                                       |                    |                                |                 |        |
| 4 × 400 m        | 3 min 03 s 69 | Jamaïque Errol Nolan Allodin Fothergill Akheem Gauntlett Edino Steele | 9 mars 2014        | Championnats du monde en salle | Sopot           | [ 54 ] |

### Femmes
| Épreuve          | Record                                                                                           | Athlète                                                                            | Date            | Compétition                    | Lieu         | Réf.   |
| ---------------- | ------------------------------------------------------------------------------------------------ | ---------------------------------------------------------------------------------- | --------------- | ------------------------------ | ------------ | ------ |
| 50 m             | 6 s 00                                                                                           | Merlene Ottey                                                                      | 4 février 1994  |                                | Moscou       |        |
| 60 m             | 6 s 96                                                                                           | Merlene Ottey                                                                      | 14 février 1992 |                                | Madrid       |        |
| 200 m            | 21 s 87                                                                                          | Merlene Ottey                                                                      | 13 février 1993 | Meeting du Pas-de-Calais       | Liévin       |        |
| 300 m            | 35 s 69                                                                                          | Patricia Hall                                                                      | 14 février 2012 | Meeting du Pas-de-Calais       | Liévin       | [ 55 ] |
| 400 m            | 50 s 79                                                                                          | Stephenie Ann McPherson                                                            | 19 mars 2022    | Championnats du monde en salle | Belgrade     |        |
| 800 m            | 1 min 59 s 54                                                                                    | Kenia Sinclair                                                                     | 12 mars 2006    | Championnats du monde en salle | Moscou       | [ 56 ] |
| 1 000 m          | 2 min 38 s 62                                                                                    | Kenia Sinclair                                                                     | 6 février 2010  | Boston Indoor Games            | Boston       | [ 57 ] |
| 1 500 m          | 4 min 12 s 86                                                                                    | Mardrea Hyman                                                                      | 15 février 2004 | BW-Bank Meeting                | Karlsruhe    |        |
| Mile             | 4 min 32 s 33                                                                                    | Kenia Sinclair                                                                     | 3 mars 2005     |                                | Gainesville  |        |
| 3 000 m          | 8 min 41 s 10                                                                                    | Aisha Praught-Leer                                                                 | 3 février 2018  | Millrose Games                 | New York     | [ 58 ] |
| 50 m haies       | 6 s 67+                                                                                          | Michelle Freeman                                                                   | 13 février 2000 | Meeting du Pas-de-Calais       | Liévin       |        |
| 60 m haies       | 7 s 74                                                                                           | Michelle Freeman                                                                   | 3 février 1998  |                                | Madrid       |        |
| Saut en hauteur  | 1,87 m                                                                                           | Kimberly Williamson                                                                | 28 février 2015 | Championnats Big 12            | Ames         |        |
| Saut à la perche | 3,36 m                                                                                           | Sandé Swaby                                                                        | 23 février 2001 |                                | Lincoln      |        |
| Saut en longueur | 6,91 m                                                                                           | Elva Goulbourne                                                                    | 23 février 2002 | SEC Championships              | Fayetteville | [ 60 ] |
| Triple saut      | 14,84 m                                                                                          | Trecia Smith                                                                       | 11 mars 2006    | Championnats du monde en salle | Moscou       | [ 61 ] |
| Lancer du poids  | 19,22 m                                                                                          | Danniel Thomas-Dodd                                                                | 2 mars 2018     | Championnats du monde en salle | Birmingham   | [ 62 ] |
| Pentathlon       | 4 181 pts                                                                                        | Salcia Slack                                                                       | 14 mars 2015    | Championnats NCAA Division II  | Birmingham   | [ 63 ] |
| Pentathlon       | 8 s 57 (60 m haies), 1,60 m (hauteur), 13,39 m (poids), 5,90 m (longueur), 2 min 16 s 52 (800 m) |                                                                                    |                 |                                |              |        |
| 3000 m marche    |                                                                                                  |                                                                                    |                 |                                |              |        |
| 4 × 400 m        | 3 min 26 s 54                                                                                    | Jamaïque Patricia Hall Anneisha McLaughlin Kaliese Spencer Stephenie Ann McPherson | 9 mars 2014     | Championnats du monde en salle | Sopot        | [ 64 ] |